# سيبيريا (قارة)
سيبيريا هي إحدى قارات العالم القديم واليوم أصبحت الجزء الشرقي والشمال الشرقي من روسيا، حيث كانت قارة مستقلة قبل العصر البرمي. يمتد غرباً من جبال الأورال حتى المحيط الهادي شرقاً، ومن المحيط المتجمد الشمالي حتى حدود كازاخستان ومنغوليا والصين جنوباً وتمثل 77% من مساحة روسيا (13.1 مليون كيلومتر مربع) ولكن عدد سكانها يمثل فقط 27% من سكان روسيا (39 مليون نسمة).

## ما قبل التاريخ
تعتبر سيبيريا منطقة ذات أهمية في أعمال الحفريات حيث أنها تحتوي على جثث لحيوانات ما قبل التاريخ تعود للعصر الجليدي، محفوظة في الثلج والجليد الدائم. حيث وجدت هناك عينات من أشبال أسد الكهوف ويوكا (ماموث) وماموث صوفي آخر من أويمياكون، ووحيد قرن صوفي من نهركوليما، وبيسون وأحصنة من منطقة يوكغير.
تشكلت مصاطب سيبيريا بواسطة أحد أكبر الأحداث البركانية المعروفة للخمسمائة سنة الأخيرة من تاريخ الأرض الجيولوجي. استمرت هذه الأحداث لملايين السنين وتعتبر السبب المحتمل للموت العظيم أو ما يعرف بانقراض العصر البرمي الترياسي قبل حولي 250 مليون سنة، والذي يقدر أنه قُتل 90٪ من الأنواع الموجودة في ذلك الوقت.
عاشت على الأقل ثلاثة أنواع من البشر في جنوب سيبيريا قبل حوالي 40,000 سنة: الإنسان العاقل، إنسان نياندرتال وإنسان دينيسوفا. تم تحديد الأخير في سنة 2010 من خلال أدلة الحمض النووي ليكون نوعا جديدا.

## تاريخ سيبيريا

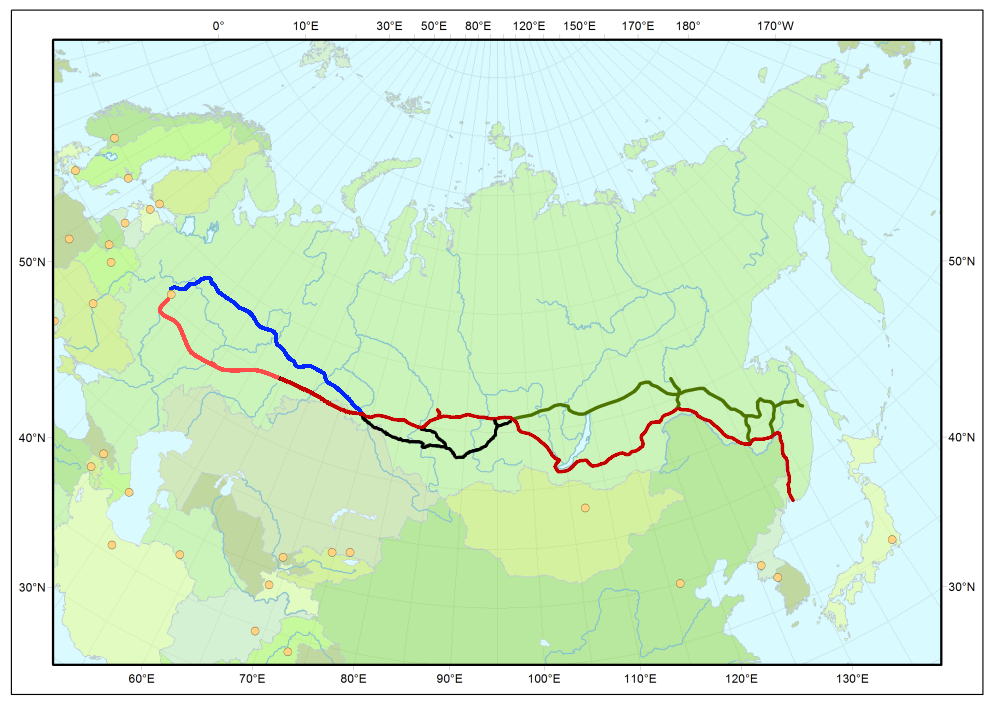
قطار سيبيريا

سيبيريا كانت مأهولة بمجموعات مختلفة من البدو ذوي الأصول التركية مثل الهون والنينيتس والسكوثيون والأويغور.
وفي القرن الثالث عشر غزا المغول جزءا كبيرا من منطقة خانات سيبيريا ومع تفكك القبيلة الذهبية أو بما يعرف بمغول الشمال أُنشأت خانات سيبيريا المستقلة في أواخر القرن الخامس عشر.
هاجر الياقوتيون الذين يتكلمون اللغة التركية شمالا من بحيرة بايكال تحت ضغط من قبائل المغول خلال القرن الثالث عشر حتى القرن الخامس عشر. بقيت سيبيريا منطقة ذات كثافة سكانية منخفضة، حيث كتب المؤرخ جون ف. ريتشاردز: «... أنه لمن المشكوك فيه أن إجمالي أوائل سكان سيبيريا الحديث تجاوز 300,000 شخص». وفي القرن السادس عشر مع نمو القوة الروسية واتجاهها للشرق بدأ التجار وجنود القوزاق بدخول سيبيريا ثم قام الجيش الروسي بإقامة القلاع والمدن، طُوِرت بعض القرى مثل مانغازاوا، تارا، يينيسيسك وتوبولسك، تم الإعلان عن الأخيرة كعاصمة لسيبيريا.
و بحلول منتصف القرن السابع عشر وصلت السيطرة الروسية إلى المحيط الهادئ. وفي عام 1709 وصل عدد السكان الروس إلى حوالي 230,000 نفس.
بقيت سيبيريا لعدة قرون منطقة غير مستكشفة وغير مأهولة إلا من الحملات الإستكشافية والسجناء المنفيين من روسيا الغربية والأقاليم التابعة لها كبولندا، ولكن بعد إنشاء سكة الحديد التي ربطت موسكو مع سيبيريا في عهد القيصر نيكولاس الثاني (1916م) واكتشاف الثروات الطبيعية انتشرت المدن الصناعية وازداد عدد السكان حيث انتقل نحو سبعة ملايين شخص من روسيا الأوروبية إلى سيبيريا بين عامي 1801 و 1914. وخلال الأعوام من 1859-1917، هاجر أكثر من نصف مليون شخص إلى الشرق الأقصى الروسي. خلال العقود الأولى للإتحاد السوفيتي وخصوصا الفترة الواقعة بين 1930 و 1940 تم استبدال نظام المعسكرات القديم الذي كان يفرض العمل الجزائي بواحد جديد يدار من قبل معسكرات العمال (الـغولاغ). ووفقا للتقديرات السوفييتية شبه الرسمية فإن أكثر من 14 مليون إنسان أُدخِلوا لهذه المعتقلات والسجون التي يقع أكثرها في سيبيريا. إضافة إلى نحو 7 أو 8 ملايين إنسان تم ترحيلهم إلى الأراضي النائية للإتحاد السوفييتي. مات أكثر من 516,800 سجين في المعسكرات من 1941 إلى 1943 بسبب نقض الغذاء الناجم عن الحرب العالمية الثانية.المدن الصناعية الكبرى التي نراها اليوم مثل نوريلسك وماغادان كانت في الأصل مخيمات بنيت بواسطة سجناء وأُديرت بواسطة سجناء سابقين.

## الجغرافية

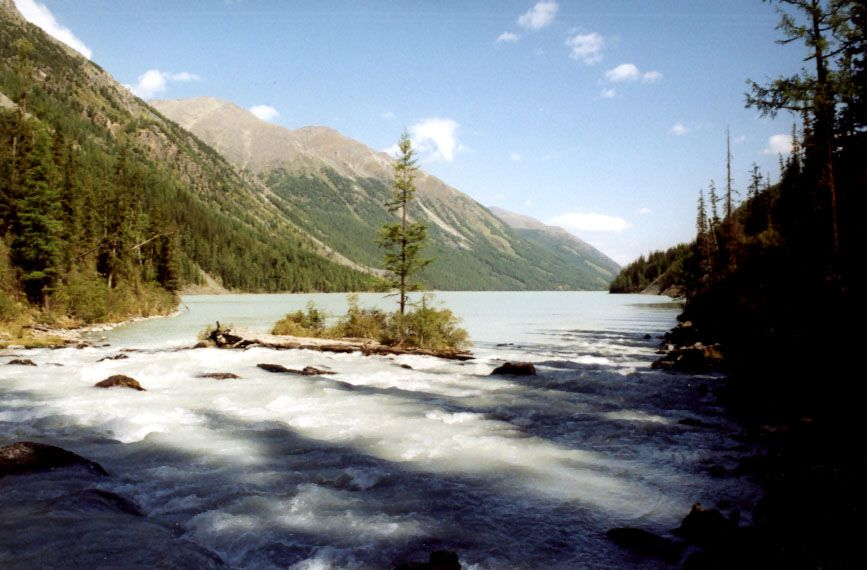
بحيرة "Kutsherla " الواقعة في جبال التاي

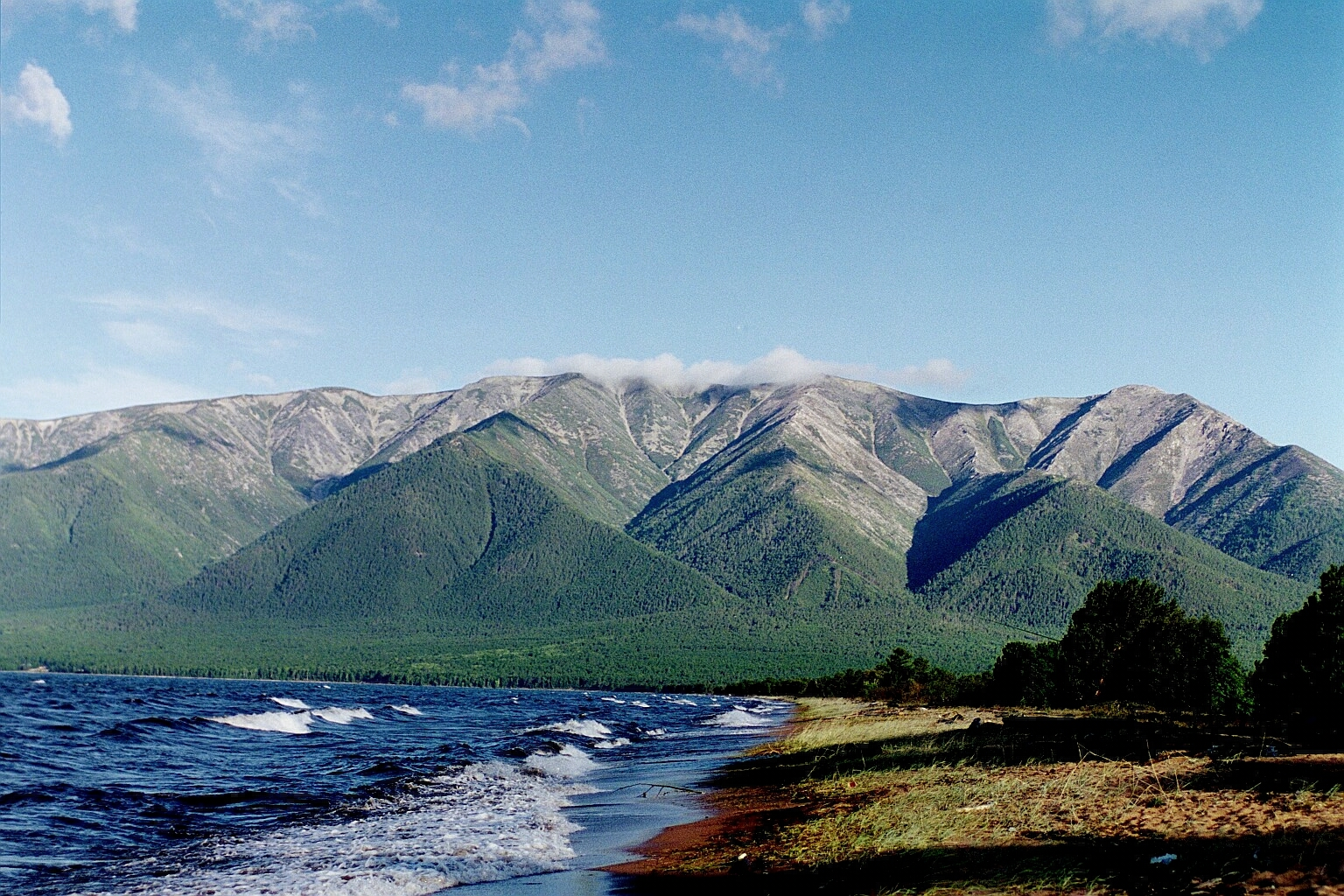
شبه جزيرة سيفيتوي,بحيرة بايكال

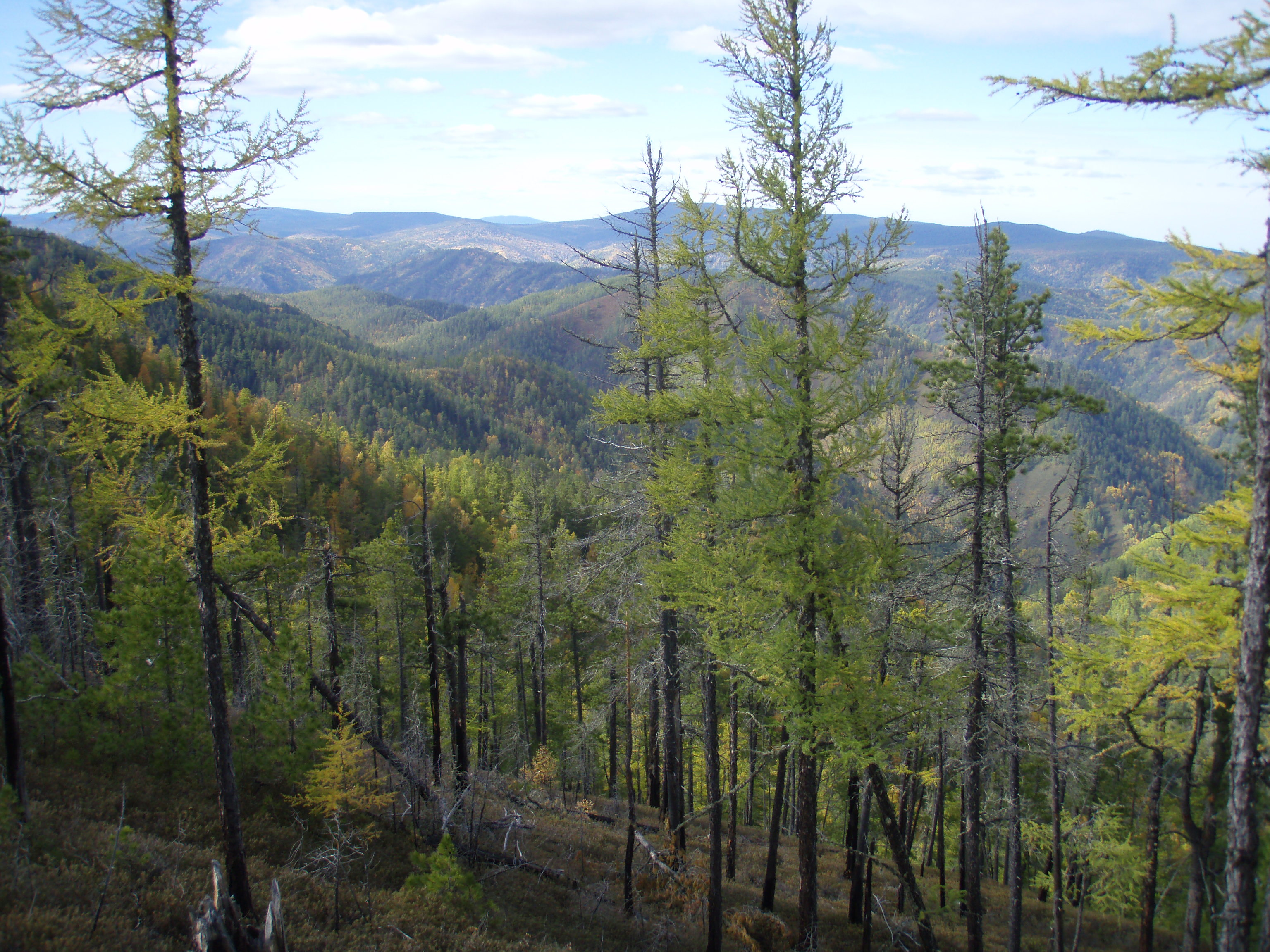
تايغا غابات الشمال

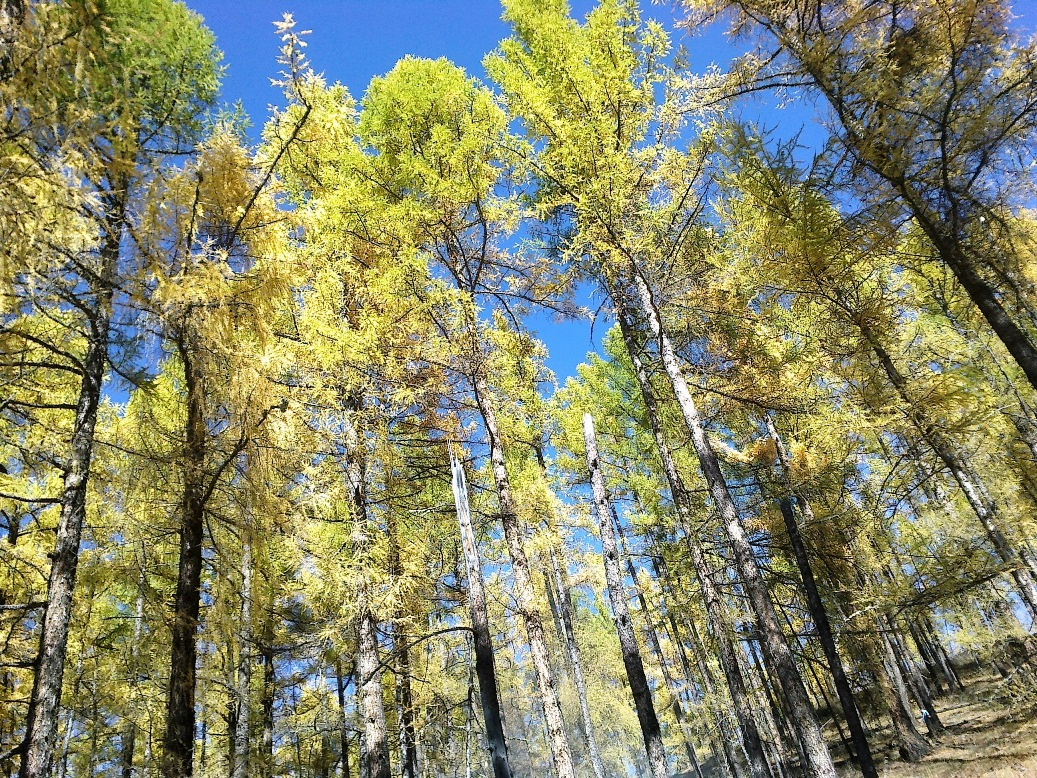
غابة الخريف في الجزء الشرقي من جبال سايان، بورياتيا

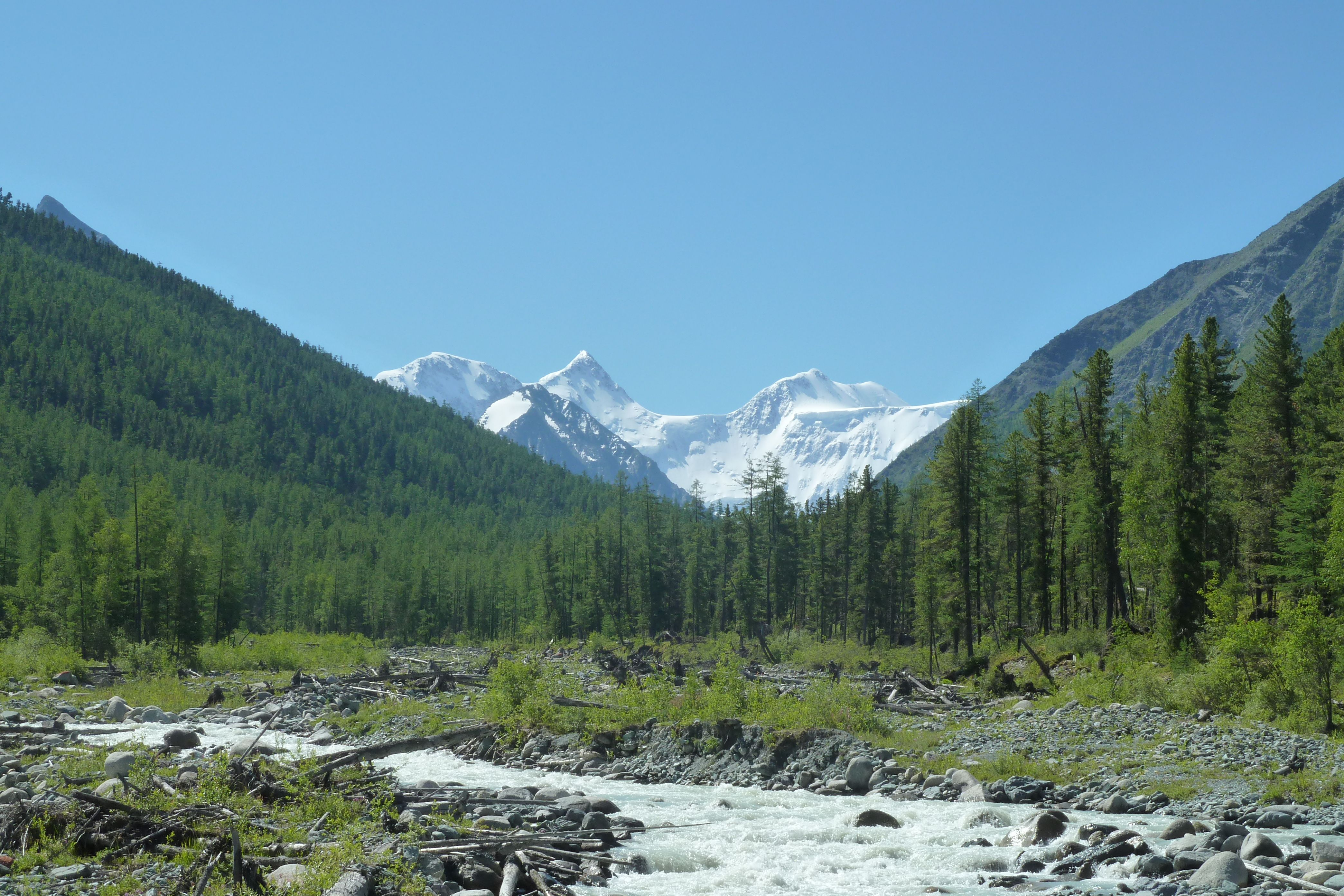

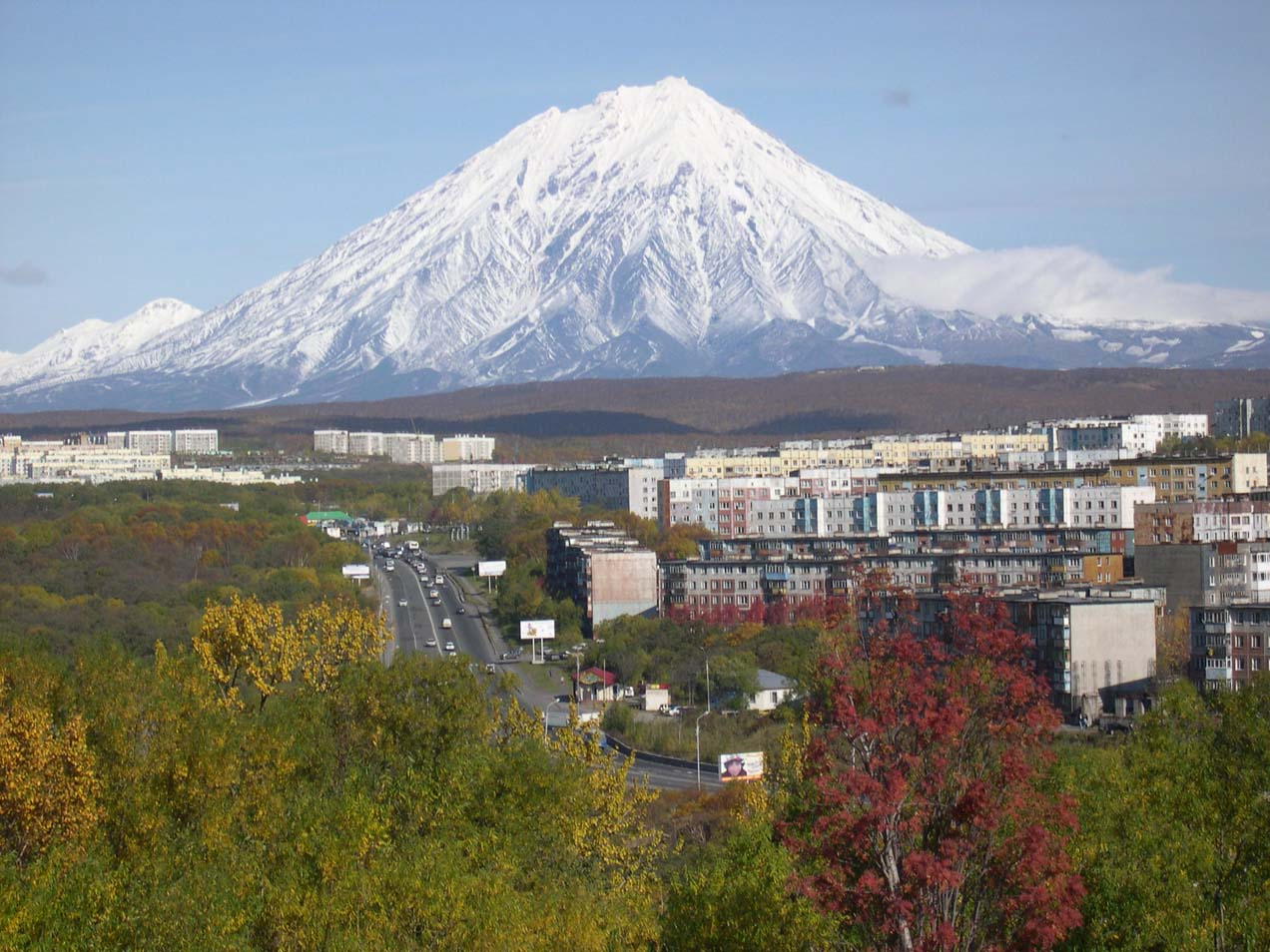
بركان كورياكسكي

مزيد من المعلومات طالع : جغرافية روسيا، آسيا الشمالية
تبلغ مساحتها 13.1 مليون كيلومتر مربع (5.1 ملايين ميل مربع)، حيث تحتل سيبيريا ما يقرب من 77٪ من أراضي روسيا الإجمالية. وتشمل المناطق الجغرافية الرئيسية سهل سيبيريا الغربية وهضبة سيبيريا الوسطى. تغطي سيبيريا ما يقرب من 10٪ من سطح اليابسة (148940000 كيلومتر مربع). وفي حين أن سيبيريا تقع بالكامل داخل حدود آسيا فإن العديد من الجهات والسلطات مثل UN geoscheme ترفض تقسيم البلدان وتضع جميع أجزاء روسيا كجزء من أوروبا و/ أو أوروبا الشرقية.
تضم ياقوتيا (ساخا) الشرقية والغربية العديد من السلاسل الجبلية الشمالية-الجنوبية من مختلف العصور. تمتد هذه الجبال إلى الأعلى إلى ما يقارب ال 3000 متر (9800 قدم)، ولكن هذه الجبال تكاد تخلوا تماما من الغطاء النباتي بعد عدة مئات من الأمتار. لقد تجمدت سلسلة جبال فرخويانسك على نطاق واسع في العصر الجليدي، لكن المناخ الجاف حال دون تجلد الارتفاعات المنخفضة. تحوي هذه الارتفاعات المنخفضة العديد من الوديان تُكسى الكثير منها بغابات الأرز باستثناء أقصى الشمال حيث تسيطر التندرا. يعد بركان كلوتشفسكايا سوبكا النشط في شبه جزيرة كامشاتكا أعلى قمة في سيبيريا حيث يبلغ ارتفاع قمته 4649 متر أي 15,253 قدم.

### السلاسل الجبلية
- جبال ألتاي
- سلسلة الاندير
- جبال بايكال
- جبال كامار دايبن
- جبال تشرسكي
- جبال غايدن
- جبال كورياك
- جبال سايان
- جبال تانو اولا
- جبال الأورال
- جبال فرخويانسك
- جبال يابلونوي

### البحيرات والأنهار
- نهر اينبار
- نهر أنغارا
- نهر إنديغيركا
- نهر إيرتيش
- نهر كوليما
- نهر لينا
- نهرتونجوسكا
- بحيرة بايكال
- خزاننوفوسيبيرسك
- نهر أوبي
- نهر بوبيجي
- نهر ستوني تونغوسكا
- نهر أنغارا العلوي
- بحيرة Uvs
- نهر يانا
- نهر ينسي

### جيولوجيا
يتألف معظم السهل الغربي لسيبيريا من الرواسب الغرينية التي تكونت نتيجة سدود الجليد والتي كونت أيضا بحيرة جليدية كبرى. ومن منتصف إلى نهاية العصر الجليدي سدت هذه البحيرة تدفق نهري أوبي وينسي من ناحية الشمال مما أدى إلى إعادة توجيه تدفق هذه المجاري إلى الجنوب الغربي لتصب في بحر قزوين وبحر آرال. هضبة سيبيريا الوسطى عبارة عن غلاف صخري قديم والذي شكل قارة مستقلة قبل حدوث العصر البرمي. هذه الهضبة غنية بشكل خاص بالمعادن حيث تحوي على الكثير من رواسب الذهب والألماس وخامات المنغنيز والرصاص والزنك والنيكل والكوبالت والموليبدنوم.جزء واسع من هذه المنطقة يحوي على مصاطب سيبيريا. تزامنت هذه الفترة البركانية الضخمة مع حدث انقراض انقراض العصر البرمي الترياسي. ويقال إن هذا الحدث البركاني هو أكبر ثوران بركاني معروف في تاريخ الأرض. خلال الحقبة الرابعة كان ما تجمد هو الجزء الشمالي الغربي ولكن كل شي تقريبا طمر في أعماق الجليد، وكانت الشجرة الوحيدة التي يمكن أن تزدهر، على الرغم من الصيف الحار، هي أرزية سيبيرية، أما إلى الخارج من الشمال الغربي فإن الالتايغا هي المهيمنة والتي تغطي جزءا كبيرا من مجمل سيبريا.

### المناخ
يتشكل الغطاء النباتي في سيبيريا في معظمه من التايغا التي تتشكل من غابات الصنوبر، مع حزام التندرا في الطرف الشمالي ومنطقة الغابات المعتدلة في الجنوب.

| |
| الصحراء القطبية التندرا التندرا الالبية التايغا الغابة الجبلية الغابة ذات الاوراق العريضة معتدلة المناخ السهوب معتدلة المناخ السهوب الجافة |

مناخ سيبيريا متفاوت بشكل كبير ولكن بشكل عام فإنه يتمثل بصيف قصير وشتاء طويل بارد. وعلى الساحل الشمالي إلى الشمال من الدائرة القطبية الشمالية تمر المنطقة بصيف قصير (شهرا واحد).
معدل درجة الحرارة في جنوب سيبيريا حيث يتمركز معظم السكان يبلغ 0.5 سيلزيوس (32.9 ف) وتصل الي 20 سيلزيوس (65 ف). ويعتبر المناخ في غرب سيبيريا أدفأ من شرقها حيث سجلت أدنى درجة حرارة في ياقوتيا -71.2 سيلزيوس (-96.1 ف). ومع اقتراب موسم النمو ووفرة أشعة الشمس والتربة الخصبة تكون جنوب سيبيريا أرض خصبة لزراعة رابحة.
تجلب الرياح الجنوبية الغربية الهواء الدافئ من آسيا الوسطى والشرق الأوسط. وعلى الرغم من اهتمام الإمبراطورية الروسية بالتوطين فلم يشكل أمر البرد القارص قضية مهمة ابداً.
هطول الأمطار في سيبيريا منخفضة عموما، قد يتجاوز ال500 ملليمتر (20 بوصة) فقط في كامتشاتكا حيث تتدفق رياح رطبة آتية من بحر أوخوتسك. وعلى الرغم من الانفجارات البركانية ودرجات الحرارة المنخفضة في الصيف فإنها تسمح بالنمو لغابات محددة. في معظم بريمورسكي كراي هطول الأمطار مرتفع في أقصى الجنوب حيث التأثيرات الموسمية يمكن أن تنتج الأمطار الصيفية الغزيرة جدا.
| البيانات المناخية لـنوفوسيبيرسك, Siberia's largest city | البيانات المناخية لـنوفوسيبيرسك, Siberia's largest city | البيانات المناخية لـنوفوسيبيرسك, Siberia's largest city | البيانات المناخية لـنوفوسيبيرسك, Siberia's largest city | البيانات المناخية لـنوفوسيبيرسك, Siberia's largest city | البيانات المناخية لـنوفوسيبيرسك, Siberia's largest city | البيانات المناخية لـنوفوسيبيرسك, Siberia's largest city | البيانات المناخية لـنوفوسيبيرسك, Siberia's largest city | البيانات المناخية لـنوفوسيبيرسك, Siberia's largest city | البيانات المناخية لـنوفوسيبيرسك, Siberia's largest city | البيانات المناخية لـنوفوسيبيرسك, Siberia's largest city | البيانات المناخية لـنوفوسيبيرسك, Siberia's largest city | البيانات المناخية لـنوفوسيبيرسك, Siberia's largest city | البيانات المناخية لـنوفوسيبيرسك, Siberia's largest city |
| الشهر                                                   | يناير                                                   | فبراير                                                  | مارس                                                    | أبريل                                                   | مايو                                                    | يونيو                                                   | يوليو                                                   | أغسطس                                                   | سبتمبر                                                  | أكتوبر                                                  | نوفمبر                                                  | ديسمبر                                                  | المعدل السنوي                                           |
| ------------------------------------------------------- | ------------------------------------------------------- | ------------------------------------------------------- | ------------------------------------------------------- | ------------------------------------------------------- | ------------------------------------------------------- | ------------------------------------------------------- | ------------------------------------------------------- | ------------------------------------------------------- | ------------------------------------------------------- | ------------------------------------------------------- | ------------------------------------------------------- | ------------------------------------------------------- | ------------------------------------------------------- |
| متوسط درجة الحرارة الكبرى °م (°ف)                       | −12.2 (10.0)                                            | −10.3 (13.5)                                            | −2.6 (27.3)                                             | 8.1 (46.6)                                              | 17.5 (63.5)                                             | 24.0 (75.2)                                             | 25.7 (78.3)                                             | 22.2 (72.0)                                             | 16.6 (61.9)                                             | 6.8 (44.2)                                              | −2.9 (26.8)                                             | −8.9 (16.0)                                             | 7.0 (44.6)                                              |
| المتوسط اليومي °م (°ف)                                  | −16.2 (2.8)                                             | −14.7 (5.5)                                             | −7.2 (19.0)                                             | 3.2 (37.8)                                              | 11.6 (52.9)                                             | 18.2 (64.8)                                             | 20.2 (68.4)                                             | 17.0 (62.6)                                             | 11.5 (52.7)                                             | 3.4 (38.1)                                              | −6.0 (21.2)                                             | −12.7 (9.1)                                             | 2.4 (36.3)                                              |
| متوسط درجة الحرارة الصغرى °م (°ف)                       | −20.1 (−4.2)                                            | −19.1 (−2.4)                                            | −11.8 (10.8)                                            | −1.7 (28.9)                                             | 5.6 (42.1)                                              | 12.3 (54.1)                                             | 14.7 (58.5)                                             | 11.7 (53.1)                                             | 6.4 (43.5)                                              | 0.0 (32.0)                                              | −9.1 (15.6)                                             | −16.4 (2.5)                                             | −2.3 (27.9)                                             |
| الهطول مم (إنش)                                         | 19 (0.7)                                                | 14 (0.6)                                                | 15 (0.6)                                                | 24 (0.9)                                                | 36 (1.4)                                                | 58 (2.3)                                                | 72 (2.8)                                                | 66 (2.6)                                                | 44 (1.7)                                                | 38 (1.5)                                                | 32 (1.3)                                                | 24 (0.9)                                                | 442 (17.4)                                              |
| [بحاجة لمصدر]                                           |                                                         |                                                         |                                                         |                                                         |                                                         |                                                         |                                                         |                                                         |                                                         |                                                         |                                                         |                                                         |                                                         |

الباحثون، بما في ذلك سيرجي كيربوتن في جامعة ولاية تومسك وجوديث ماركواند في جامعة أوكسفورد، يحذرون من أن غرب سيبيريا بدأ بالذوبان نتيجة لظاهرة الإحتباس الحراري. مستنقعات المغيض المجمدة في هذه المنطقة قد تحمل مليارات الأطنان من غاز الميثان، والتي يمكن أن تطلق في الجو، حيث يعتبر غاز الميثان من الغازات دفيئة وهو أقوى ب22 من غاز ثنائي أكسيد الكربون. وفي 2008 كشفت رحلة بحث للإتحاد الجيوفيزيائي الأمريكي أن مستوى الميثان يصل إلى 100 مرة أكثر من المعدل الطبيعي في القطب الشمالي لسيبيريا نتيجة إطلاق بعض من غازات الميثان من خلال «ثقوب» في غطاء الجليد.

## الحدود والتقسيم الأداري

مقارنة بين نمو أكبر تسع مدن سيبيريا "في القرن العشرين

عُرفت سيبيريا كجزء كلي من روسيا فهي تمتد شرقاً من جبال الأورال إلى ساحل المحيط الهاديء، وجنوبا من المحيط المتجمد الشمالي إلى الحدود في آسيا الوسطى والحدود الوطنية في كل من منغوليا والصين.
تشير مصادر من العهد السوفييتي مثل (الموسوعة السوفيتية العظمى) وروسيا الحديثة ان سيبيريا تمتد شرقا من جبال الأورال إلى الحد الفاصل بين المحيط الهادئ واحواض المحيط المتجمد الشمالي، وجنوبا من المحيط المتجمد الشمالي إلى التلال في شمال ووسط كازاخستان والحدود الوطنية في كل من منغوليا والصين.
جغرافياٌ، يشمل هذا التعريف تقسيمات فرعية للعديد من الأجزاء الأخرى كـجبال الأورال ومناطق الشرق الاقصى الفيدرالية، لكن لا يتم تضمينها إداريا. هذا التعريف يستبعد أوبلاست سفردلوفسك وأوبلاست تشيليابنسك اللتان يتم تضمينهما في تعاريف اوسع لسيبيريا، والتي تشير ايضاً إلى ان المحيط الهادئ (و ليس الحد الفاصل) يمثل الحدود الشرقية (وبذلك يشمل الشرق الأقصى الروسي كله).
في روسيا، يتم استخدام كلمة سيبيريا كبديل لاسم المنطقة الفيدرالية من قبل أولئك الذين يعيشون في المنطقة نفسها.

### المدن الرئيسية
المدينة الأكثر اكتظاظا بالسكان في سيبيريا، وكذلك المدينة الثالثة الأكثر اكتظاظا بالسكان في روسيا هي مدينة نوفوسيبيرسك، وتشمل المدن الرئيسية الأخرى:

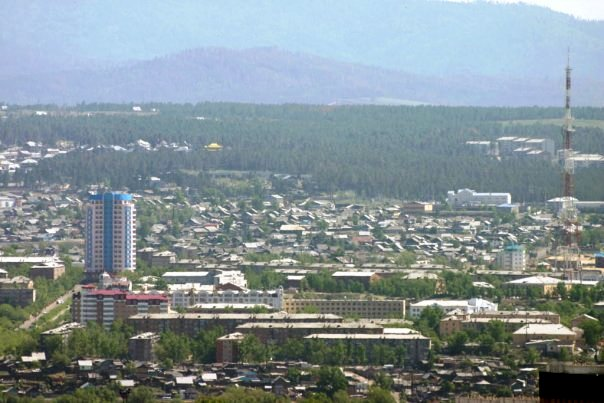
أولان-أودي

نهر آمور في خاباروفسك

- بارناول
- إيركوتسك
- كيميروفو
- كراسنويارسك
- نوفوكوزنتسك
- أومسك
- تومسك
- تيومين

و تشمل التعاريف الاوسع لسيبيريا:
- تشيليابنسك
- خاباروفسك
- فلاديفوستوك
- يكاترينبورغ

## الاقتصاد
تعتبر سيبيريا من المناطق الغنية جداً بالمعادن، حيث تحتوي على أغلب المعادن والخامات ذات القيمة الاقتصادية الكبيرة، كالذهب والرصاص والفحم والموليبدينوم والجبس والماس والديوبسيد والفضة والزنك، إضافة إلى موارد ضخمة غير مستغلة من النفط والغاز الطبيعي. تحوي روسيا حوالي 40٪ من موارد العالم المعروفة من النيكل في نوريلسك، نيكل نوريلسك يمثل أكبر منتج للنيكل والبلاديوم في العالم.
 أمّا الزراعة فإنها مقيدة بموسم الزراعة والنمو القصير في معظم أنحاء المنطقة. مع ذلك فإن جنوب غرب البلاد حيث التربة السوداء الخصبة والمناخ الأكثر اعتدالا بقليل يتم زراعة محاصيل واسعة كالقمح والشعير والبطاطا والشيلم المزروع، جنبا إلى جنب مع أعداد كبيرة من الأغنام والماشية. في أماكن أخرى نظرا لقلة خصوبة التربة وقصر موسم الزراعة يُقتَصَر على رعي الرنة في التندرا والذي مورس من قبل المواطنين لأكثر من 10,000 سنة. ومما يجدر الإشارة إليه أن سيبيريا تملك أكبر الغابات في العالم.
و تبقى الأخشاب مصدرا هاما للدخل، ورغم هذا فقد تم تسجيل أن الغابات تتعافى بسرعة أكبر من المقدر لها. يعد بحر أوخوتسك واحد من اثنين أو ثلاثة من أغنى مصائد الأسماك في العالم بسبب تياراته الباردة والنطاقات الكبيرة للمد والجزر.وبالتالي سيبيريا تنتج أكثر من 10٪ من كمية الصيد السنوي من الأسماك في العالم، على الرغم من أن الصيد قد انخفض بعض الشيء منذ انهيار الاتحاد السوفياتي.

## الرياضة

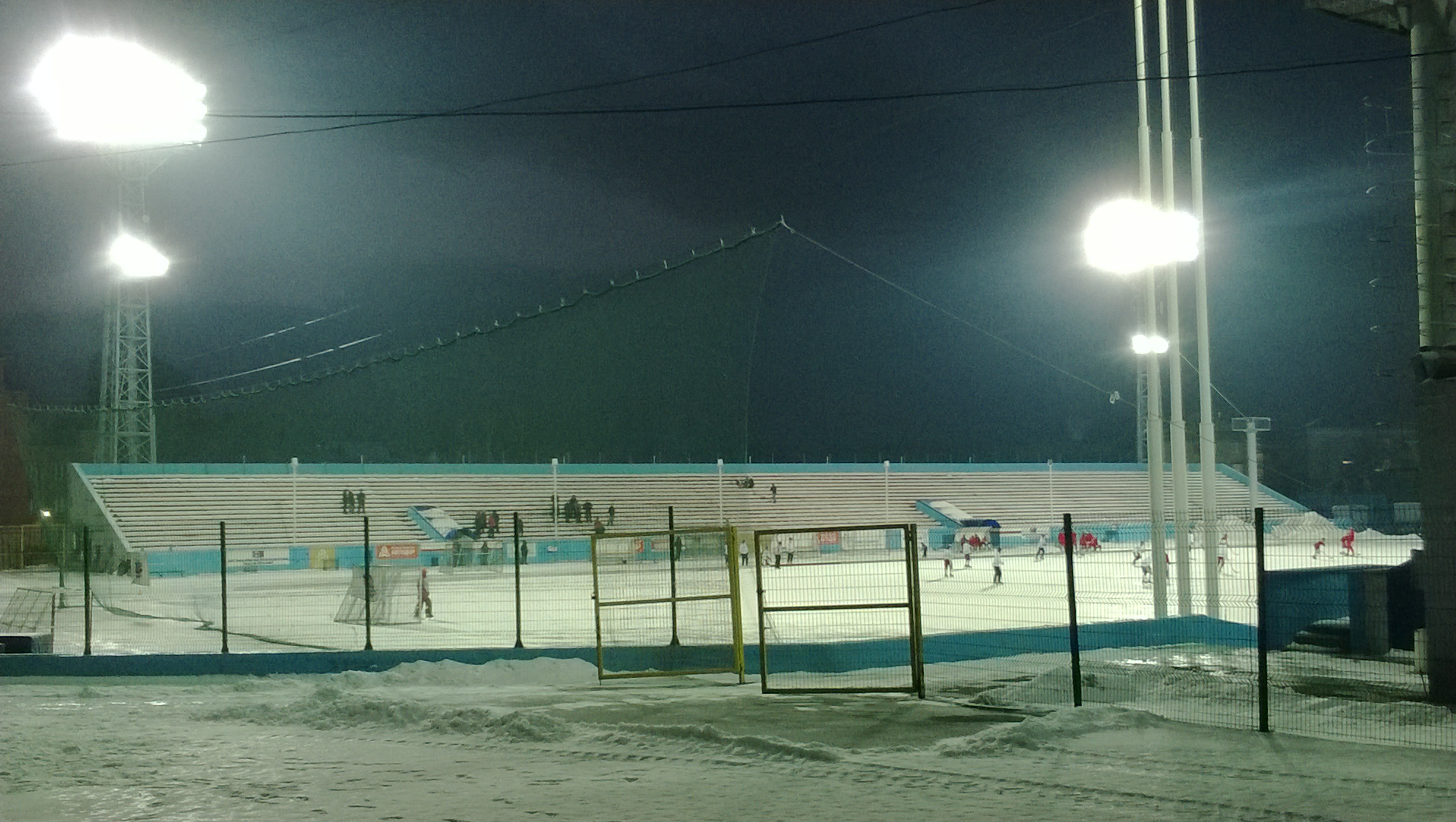
الباندي in نوفوسيبيرسك

تشمل فرق كرة القدم المحترفة في سيبيريا: FC Sibir Novosibirsk و FC Yenisey Krasnoyarsk و FC Tom Tomsk.
وقد لعب فريق كرة السلة ينسي كراسنويارسك في دوري اتحاد في تي بي منذ 2011-2012. الباندي هي ثالث أكثر الرياضات شعبية في روسيا.
 في 2015-2016 لباندي الدوري الممتاز في روسيا أصبح ينسي من كراسنويارسك بطل الدوري للمرة الثالثة على التوالي بفوزه على بايكال-انيرجيا من ايركوتسك في المباراة النهائية. ستستضيف كراسنويارسك دورة الألعاب الشتوية الجامعية في 2019.

## التركيبة السكانية

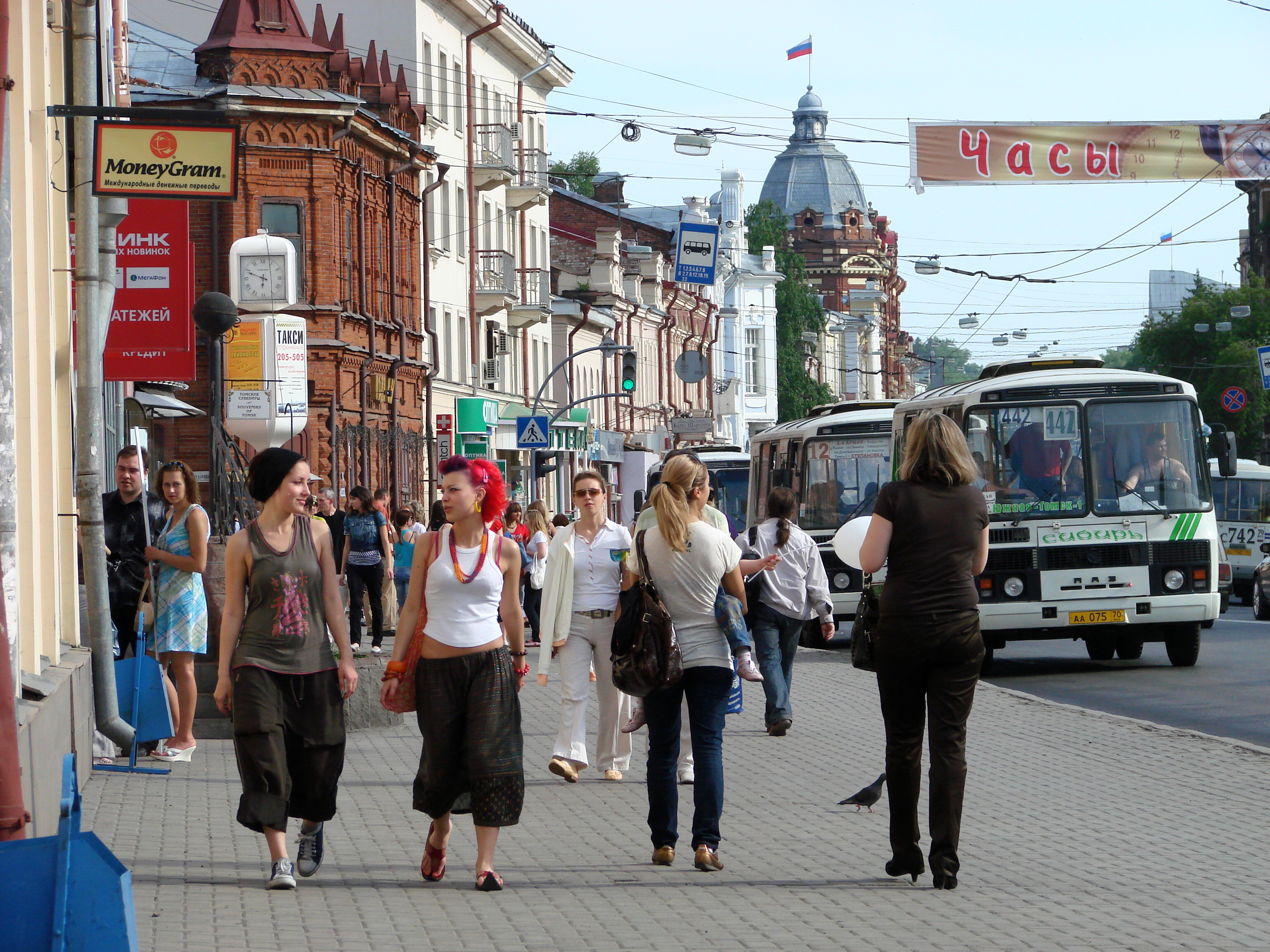
تومسك، واحدة من اقدم مدن سيبيريا، تم اكتشافها في عام1604

وفقا للتعداد السكاني الروسي لعام 2010 فإن سيبيريا ومنطقة الشرق الأقصى الفيدرالية يبلغ عدد سكانهما معاً 25.6 مليون. إما إقليمي تيومين وكورغان، -والتي تقع ضمن سيبيريا من الناحية الجغرافية وجزء من منطقة الأورال الإتحادية إدارياً- فيبلغ عدد سكانهما مجتمعين 4.3 مليون نسمة. وهكذا فإن سيبيريا هي موطن لحوالي 30 مليون نسمة.
الكثافة السكانية تُحَدد بحوالي ثلاثة أشخاص في الكيلومتر المربع الواحد.
معظم الذين يعيشون في سيبيريا هم من الروس. وهناك ما يقارب ال 400,000 ألماني يعيش فيها. بالإضافة لـ المغول والترك والبورياتيين والتوفانز والياقوتيين وتتار سيبريا والبورياتيين الذين يبلغ عددهم نحو 500,0000 وهم أكبر مجموعة من السكان الأصليين. ووفقا لتعداد عام 2002 كان هناك 443852 من الياقوتيين.
نحو سبعين في المئة من الناس سيبيريا يعيشون في المدن، وخاصة في الشقق. يعيش كثير من الناس أيضا في المناطق الريفية، في بيوت واسعة وبسيطة ومسجلة. نوفوسيبيرسك هي أكبر مدن سيبريا يبلغ عدد سكانها 1.5 مليون نسمة توبولسك، تومسك، تيومين، كراسنويارسك، إيركوتسك وأومسك هي المراكز التاريخية القديمة.

## الديانات والمعتقدات

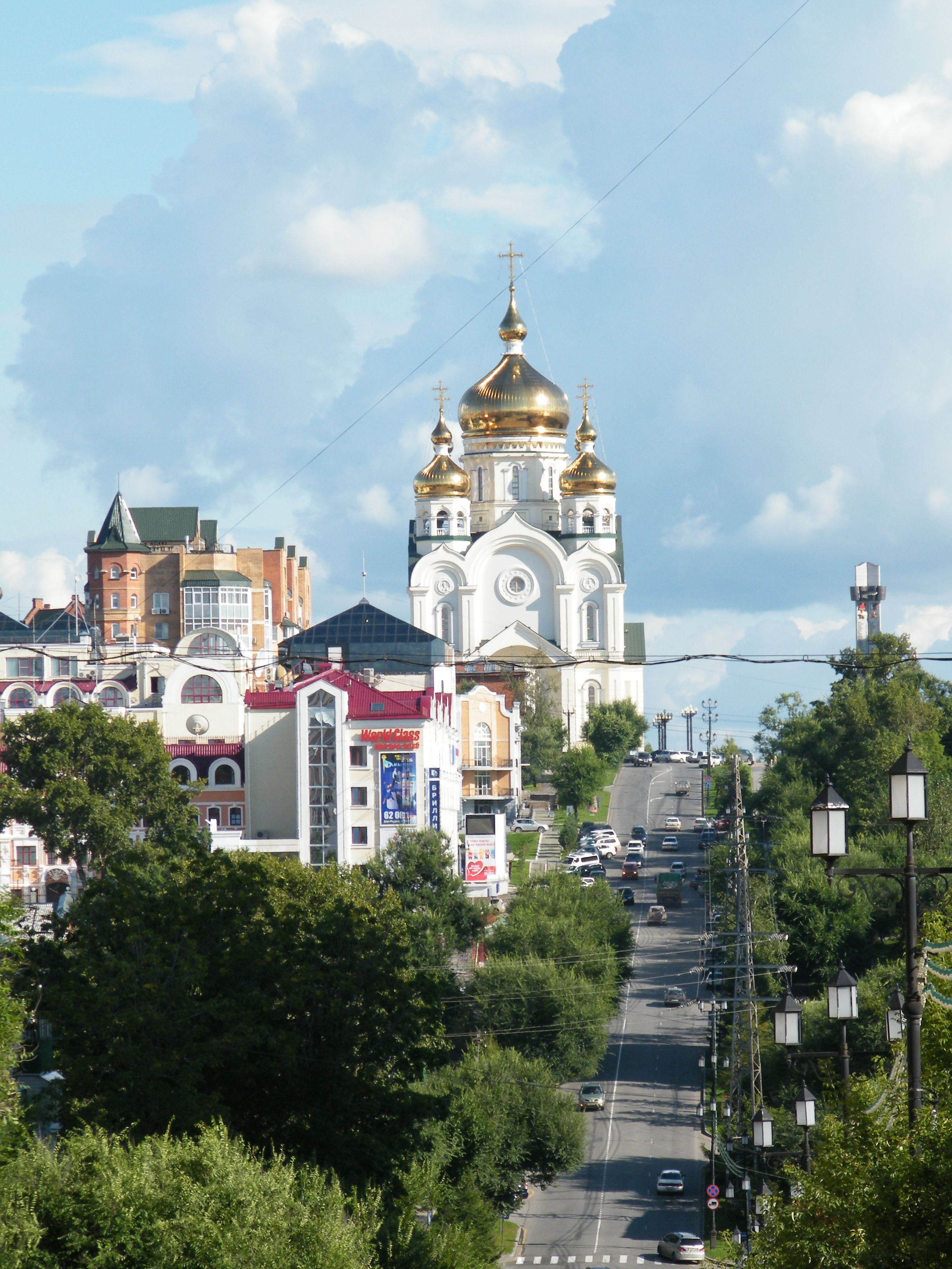
كادترائية التجلي في خاباروفسك

هناك مجموعة متنوعة من المعتقدات في جميع أنحاء سيبيريا، بما في ذلك المسيحية الأرثوذكسية وطوائف أخرى من المسيحية، والبوذية التبتية والإسلام. يعيش في سيبيريا ما يقارب ال 70,000 ألف يهودي. والمجموعة الدينية السائدة هي الكنيسة الأرثوذكسية الروسية.

## النقل
العديد من المدن في شمال سيبيريا، مثل بتروبافلوفسك كامتشاتسكي، لا يمكن الوصول إليها عن طريق البر. كما أنه لا يوجد أي ربط تقريبا بين المدن الرئيسية الأخرى في روسيا وآسيا. وأفضل طريقة للقيام بجولة في سيبيريا هو من خلال السكك الحديدية السيبيرية. السكك الحديدية السيبيرية تعمل من موسكو في الغرب إلى فلاديفوستوك في الشرق.

## وصلات خارجية
- صور براري وحيوانات سيبيريا من ناشيونال جيوغرافيك العربية